# 馬暶
馬暶（1433年—？），字德明，浙江嘉興府平湖縣人，明朝政治人物。同進士出身。

## 生平
景泰四年（1453年）癸酉科浙江鄉試第九十四名。天順八年（1464年）甲申科會試第二百十一名，殿試登進士第三甲第十八名。

## 家族
曾祖父馬安五。祖父馬智。父亲馬昇。